# Michael Schneider (Theologe)
Michael Schneider (* 24. Juli 1949 in Köln) ist ein deutscher Jesuitenpater und römisch-katholischer Theologe (Dogmatik und Liturgiewissenschaft).

## Leben
Nach dem Abitur studierte Michael Schneider zunächst Philosophie, später Theologie an der Westfälischen Wilhelms-Universität in Münster, dann an der Päpstlichen Universität Gregoriana in Rom, in Wien und Freiburg im Breisgau.
1981 wurde er mit einer Arbeit zur dogmatischen Deutung der Ignatianischen Exerzitien (bei E. Przywara, K. Rahner, G. Fessard) an der Universität Wien promoviert und trat in den Jesuitenorden ein. Von 1982 bis 1984 war er Kaplan in der Pfarrei St. Albertus in Gießen. Von 1984 bis 2018 war Schneider Spiritual am Priesterseminar Sankt Georgen in Frankfurt am Main, von 1985 bis 2000 überdies Dozent für Spirituelle Theologie im Fachbereich Moraltheologie an der Universität Salzburg.
1991 habilitierte er sich an der Albert-Ludwigs-Universität Freiburg mit einer Arbeit über die theologische Deutung von Glaubens- und Lebenskrisen und war seitdem bis zum Jahre 2017 Professor für Dogmatik und Liturgiewissenschaft an der Philosophisch-Theologischen Hochschule Sankt Georgen in Frankfurt am Main. Seit 1998 leitete er das Institut für Dogmen- und Liturgiegeschichte und ab 2007 auch das Byzantinische Seminar an der Hochschule. Dieses Seminar wurde mit Schneiders Emeritierung 2017 aufgelöst; das erstgenannte Institut wird seit 2018 unter neuer Leitung als Alois-Kardinal-Grillmeier-Institut für Dogmengeschichte, Ökumene und interreligiösen Dialog weitergeführt.
Mit Beginn des Studienjahres 2018/2019 wurde Schneider zum Spiritual am Priesterseminar Eichstätt berufen.

## Mitgliedschaften
Seit 1996 ist Michael Schneider im Vorstand des Patristischen Zentrums Koinonia-Oriens e.V. zu Köln. Außerdem ist Schneider nationaler Prior des Patriarchalischen Ordens vom Heiligen Kreuz zu Jerusalem in Deutschland, eines Vereins, der dem Patriarchen von Antiochien der Melkitischen Griechisch-Katholischen Kirche untersteht und ihn bei der Einrichtung von Kindergärten, Altenheimen und Hospizen im Nahen Osten, vor allem in Syrien, Jordanien, Ägypten und Israel unterstützt.

## Ehrungen
Der Patriarch von Antiochien Gregorios III. Laham weihte Michael Schneider am 24. November 2002 im Frankfurter Dom zum „Großarchimandriten des Patriarchats von Antiochien“. Mit diesem Ehrentitel ist Schneider ein Repräsentant der griechisch-katholischen Kirche in Deutschland.

## Veröffentlichungen (Auswahl)
- Wege des neuen Lebens – Modelle christlicher Existenz. Herder, Freiburg 1992, ISBN 3-451-22617-0.
- Krisis. Zur theologischen Deutung von Glaubens- und Lebenskrisen. Ein Beitrag der theologischen Anthropologie. Knecht, Frankfurt am Main 1993, ISBN 3-7820-0669-0.
- Das theologische Werk Joseph Ratzingers in seiner Bedeutung für ein Gespräch mit der Orthodoxie. Edition Cardo, Köln 2006, ISBN 978-3-936835-39-7.
- Konrad Weiß (1880–1940). Zum schöpfungs- und geschichtstheologischen Ansatz im Werk des schwäbischen Dichters. Edition Cardo, Köln 2007, ISBN 978-3-936835-50-2.
- Theologie des christlichen Gebets. 1. Auflage. Echter, Würzburg 2015, ISBN 978-3-429-03840-3.